# 党寨镇
党寨镇，是中华人民共和国甘肃省张掖市甘州区下辖的一个乡镇级行政单位。

## 行政区划
党寨镇下辖以下地区：
上寨村、下寨村、马站村、党寨村、杨家墩村、花家洼村、烟墩村、田家闸村、中卫村、雷寨村、卅店村、陈家墩村、汪家堡村、廿里堡村、陈寨村、宋王寨村、小寨村、七号村、沿沟村和十号村。